# Zespół Szkół Poligraficznych im. Marszałka Józefa Piłsudskiego w Warszawie
Zespół Szkół Poligraficznych im. Marszałka Józefa Piłsudskiego w Warszawie – technikum oraz szkoła branżowa I stopnia znajdujące się w Warszawie, założone w 1926 roku jako Szkoła Przemysłu Graficznego. W latach 1969–1991 nosiło imię Ho Chi Minha.

## Historia

### Przed II wojną światową
W 1918 roku powstało Towarzystwo Kształcenia Zawodowego Grafików, które w 1924 roku organizowało dokształcające kursy wieczorowe dla praktykantów zawodów poligraficznych. 9 czerwca 1926 r. na wniosek TKZG, Ministerstwo Wyznań Religijnych i Oświecenia Publicznego powołało Szkołę Przemysłu Graficznego.
21 września 1926 roku nastąpiło uroczyste otwarcie szkoły w budynku przy ulicy Składowej 3 (obecnie Pankiewicza). Kształciła w kierunkach: drukarskim, litograficznym i fotochemigraficznym. Początkowo nauka trwała trzy lata, z czasem okres edukacji przedłużono do trzech i pół lat. Uczniowie zobowiązani byli do odbycia jednorocznych praktyk w zakładach graficznych.
W 1931 roku szkołę przeniesiono do nowo wybudowanego gmachu przy ulicy Konwiktorskiej 2, w którym obecnie znajduje się Zakład Technologii Poligraficznych Wydziału Inżynierii Produkcji Politechniki Warszawskiej. Budynek został zaprojektowany przez Czesława Przybylskiego. 31 sierpnia tego roku szkole nadano imię marszałka Józefa Piłsudskiego, po uzyskaniu jego zgody.

### Okres PRL
W związku z bombardowaniami Warszawy przez lotnictwo III Rzeszy, we wrześniu 1939 roku szkoła została zamknięta. Staraniem Towarzystwa Kształcenia Zawodowego Grafików w lutym 1940 r. wznowiono naukę, zmieniając nazwę szkoły na Prywatną Męską Szkołę Graficzną I Stopnia. W wyniku działań wojennych budynek szkoły został zniszczony.
Po zakończeniu II wojny światowej gmach odbudowano. Szkoła wznowiła działalność jako Państwowe Gimnazjum Graficzne i Liceum Fotograficzne, zaś w 1949 r. przekształcono ją w dwustopniowe Państwowe Liceum Poligraficzne. 1 września 1950 r. decyzją Ministerstwa Oświaty i Wychowania powołano Technikum Poligraficzne, które rozszerzało okres nauki do czterech lat. Nauka kończyła się egzaminem dojrzałości, który umożliwiał dalszą edukację na uczelniach wyższych. Po 1954 roku szkole został udostępniony budynek Stołecznych Zakładów Graficznych przy ulicy Wiślanej 6, gdzie po jego adaptacji utworzono internat i umieszczono część klas.
W styczniu 1967 roku rozpoczęto budowę budynku przy ulicy Stawki, zaś we wrześniu 1968 nastąpiło otwarcie nowego gmachu. Budynek został zaprojektowany przez Romana Dudkiewicza, Bolesława Wala oraz Stefanię Wielądek. W 1969 roku zdobył tytuł Mistera Warszawy 1968.
8 września 1969 roku odbyła się uroczystość nadania szkole imienia prezydenta Demokratycznej Republiki Wietnamu Ho Chi Minha. W 1975 roku szkole nadano ostateczną nazwę Zespołu Szkół Poligraficznych im. Ho Chi Minha w Warszawie.

### Okres współczesny
22 listopada 1991 roku szkole przywrócono imię Józefa Piłsudskiego. W 2016 roku obchodzono jubileusz 90-lecia szkoły. 1 września 2023 naukę rozpoczęło 739 uczniów.
Po 2000 roku komputeryzowano szkołę oraz wymieniano maszyny. W szkole znajduje się studio fotograficzne wykorzystywane do nauki w zawodzie technika organizacji reklamy. Szkoła współpracuje z przedsiębiorstwami z branży poligrafii.

## Kierunki kształcenia

### Technikum
- technik grafiki i poligrafii cyfrowej (wcześniej technik cyfrowych procesów graficznych)
  - wykonywanie projektów multimedialnych
  - przygotowywanie materiałów graficznych do procesu drukowania
  - drukowanie cyfrowe
- technik organizacji reklamy
  - sprzedaż produktów i usług reklamowych
  - organizacja i prowadzenie kampanii reklamowej
- technik procesów drukowania
  - realizacja procesów drukowania z form drukowych
  - planowanie i kontrolowanie produkcji poligraficznej

### Branżowa Szkoła Poligraficzna I stopnia
- drukarz
  - realizacja procesów drukowania z form drukowych

## Absolwenci (m.in.)
- Andrzej Tomaszewski[7]
- Henryk Rogoziński[8][9]
- Piotr Różycki[10]
- Andrzej Karczewski[11]
- Stanisław Wiśniewski[12]
- Jacek Skiba[5]